# Eupithecia zermattensis
Eupithecia zermattensis är en fjärilsart som beskrevs av Vorbrodt 1928. Eupithecia zermattensis ingår i släktet Eupithecia och familjen mätare. Inga underarter finns listade i Catalogue of Life.